# Phygadeuon facialis
Phygadeuon facialis är en stekelart som beskrevs av Johann Ludwig Christian Gravenhorst 1829. Phygadeuon facialis ingår i släktet Phygadeuon och familjen brokparasitsteklar. Inga underarter finns listade i Catalogue of Life.